# Masarykovo náměstí (Třeboň)

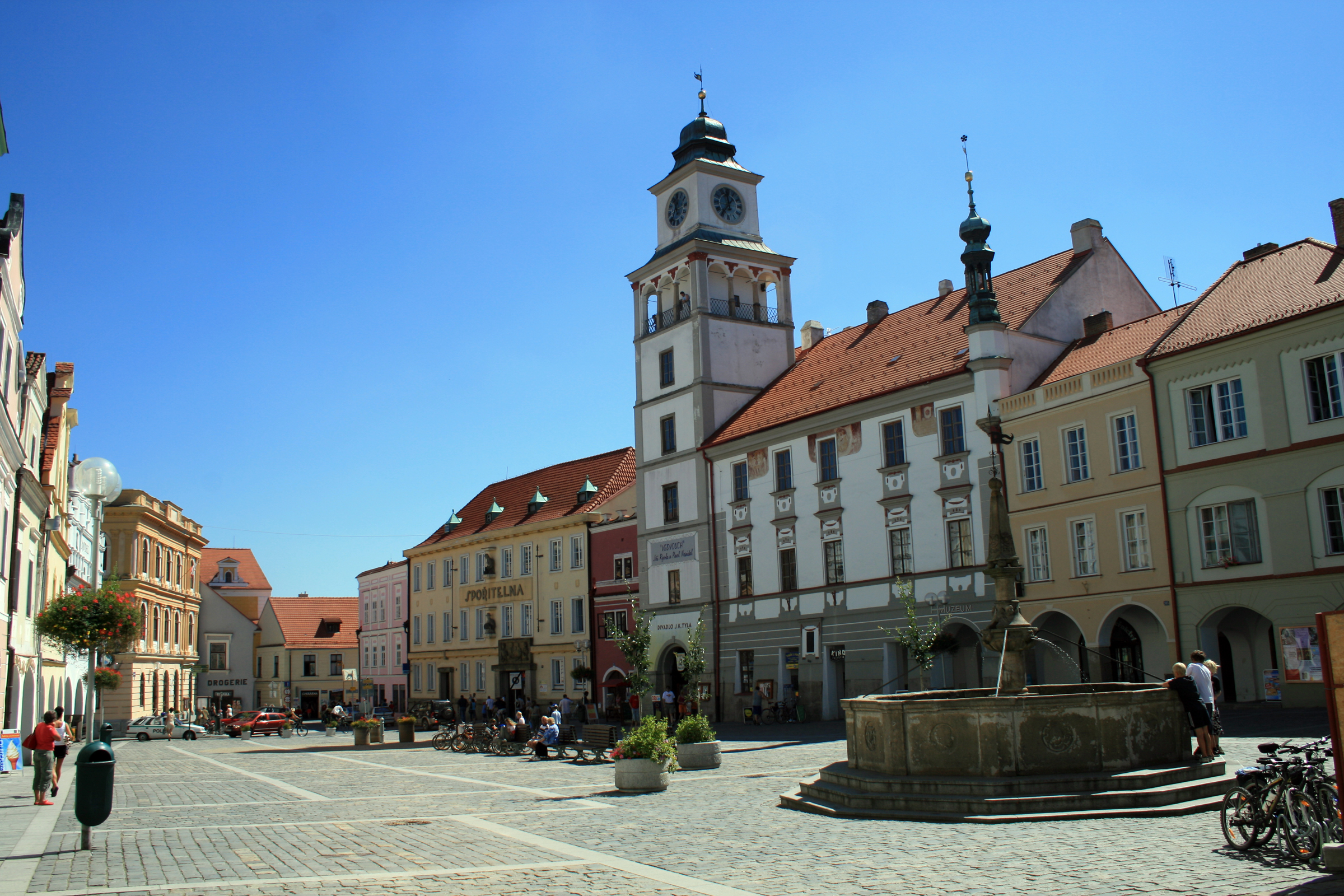
Stará radnice s renesanční kamennou kašnou v popředí

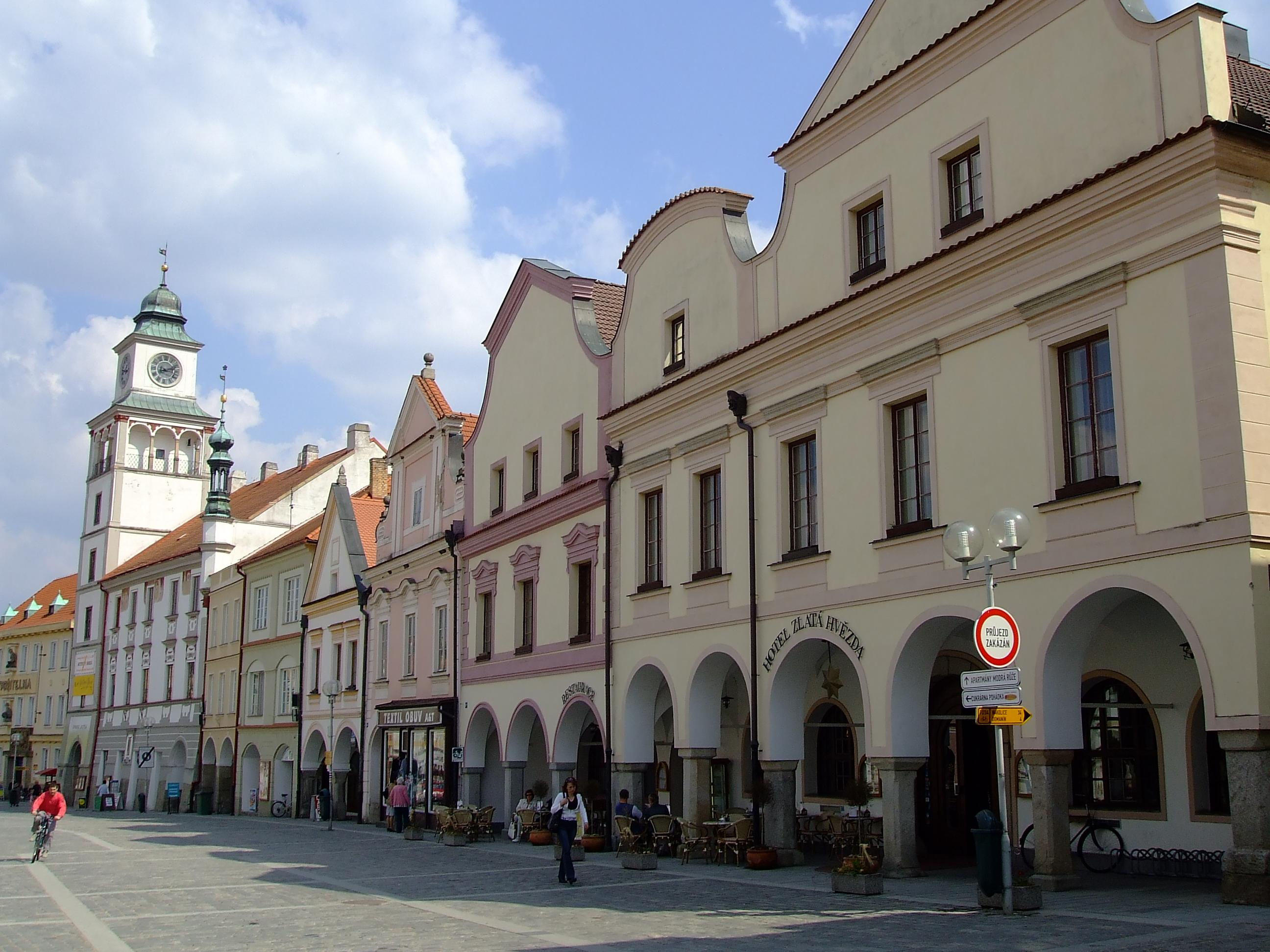
Čp. 106 a 107 - Zlatá hvězda

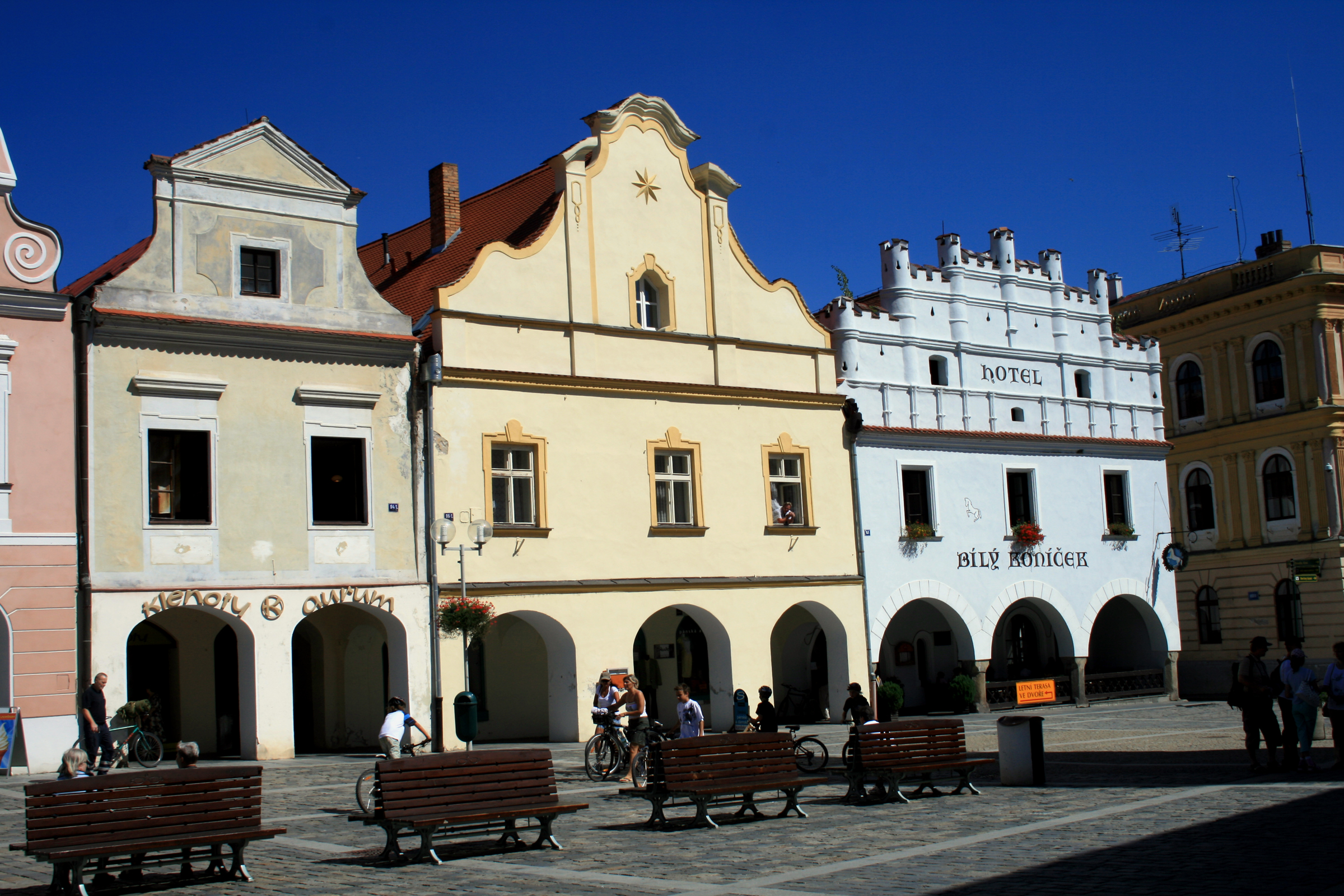
Čp. 97 - Bílý koníček

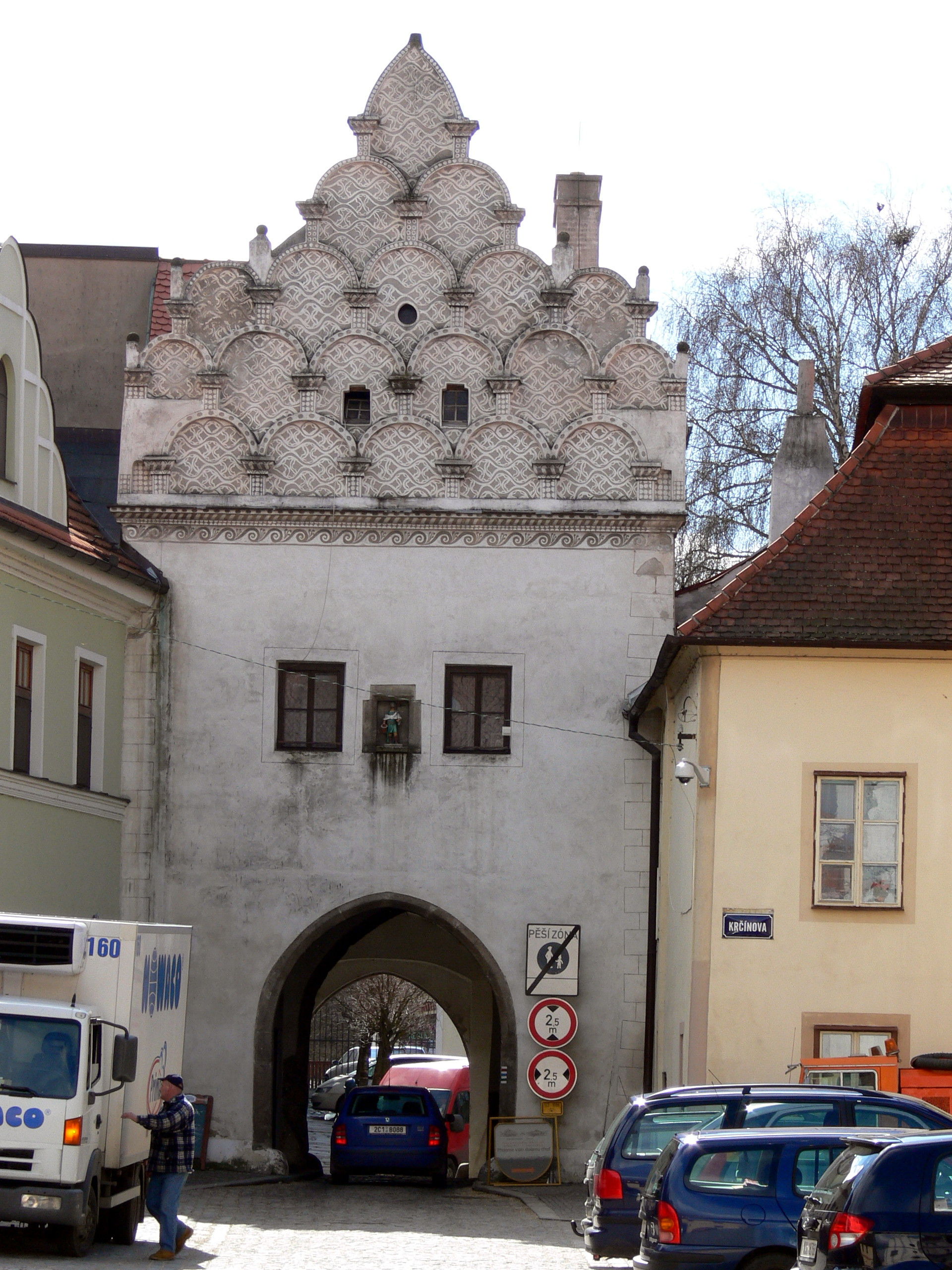
Svinenská brána

Přirozeným centrem historické části města Třeboně je Masarykovo náměstí, tvořené měšťanskými domy s podloubím a renesančními a barokními štíty, z nichž většina byla prohlášena národní kulturní památkou. 

## Historie
Náměstí vzniklo obestavěním části tzv. Vitorazské stezky, která prochází Třeboní. Stejný počet domů po obou stranách náměstí napovídá, že místa pro jednotlivé domy byla předem vyměřena. Některé domy mají ještě gotický základ, většina původních středověkých domů však byla zničena při velkém požáru města roku 1562 a poté nově vystavěna v renesančním slohu. Většina domů dále pozměnila svou podobu při obnově města po požárech roku 1723 a 1781. Západní čelo náměstí plynule navazuje na budovy Třeboňského zámku.
Uprostřed náměstí stojí barokní Mariánský sloup, který je dílem českobudějovického kameníka Leopolda Hubera. Socha Panny Marie na štíhlém jehlanu, jenž spočívá na masivním trojbokém podstavci se sochami sv. Josefa, sv. Vojtěcha a sv. Alžběty byla roku 1780 zhotovena na náklady měšťanů Jana a Alžběty Pilsových. Po setmění je sousoší, stejně jako věž a Stará radnice, pěkně osvětleno.
V těsném sousedství Mariánského sloupu stojí renesanční kamenná kašna, dílo kameníka Jordana. Byla sem umístěna v roce 1569 a její žulová nádrž ve tvaru desetibokého hranolu je zdobena kruhovými reliéfy antických hlav. V roce 1609 nechala obec doprostřed kašny postavit ozdobný renesanční sloup, završený obeliskem s prstencem, jehož maskarony chrlí vodu.
Prezident Masaryk navštívil toto náměstí dvakrát oficiálně, v letech 1919 a 1925. Při obou návštěvách jej zaujalo také lipové stromořadí, které bylo již v roce 1919 z důvodu návštěvy od nádraží Třeboň - Lázně až k Jindřichohradecké bráně na východním konci Masarykova náměstí zvlášť vysázeno.
Ve středu 21. srpna 1968 bylo celé náměstí obsazeno sovětskými okupačními tanky za protestu třeboňských občanů (shromáždění s transparenty). V období socialistického Československa neslo náměstí název podle Julia Fučíka (Fučíkovo náměstí, v letech 1953 až 1989).
Na Masarykově náměstí jsou dvě stanice "Třeboňského vláčku", "Dolní" (před starou radnicí čp.1) při jízdě k Bertě a "Horní" (u zámku) při cestě od Bertiných lázní.
Ke kašně vede ze všech stran původní schodiště, na nějž byly v neděli 18. prosince 2011 umístěny portréty Václava Havla s jeho stručným životopisem k uctění jeho památky položením květin a zapálením svící, podobně jako na pražském Václavském náměstí. Památka prezidenta Havla tam byla připomenuta i po roce, v úterý 18. prosince 2012. Poslední československý a první český prezident Václav Havel u příležitosti návratu k původnímu názvu Masarykova náměstí po sametové revoluci navštívil toto místo v roce 1990. Václav Havel je čestným občanem města Třeboně od roku 1991. V úterý 14. ledna 2025 navštívil Tylovo divadlo na Masarykově náměstí v Třeboni také čtvrtý český prezident Petr Pavel.

## Stará radnice
Dominantním objektem celého náměstí je stará radnice, jejíž historie sahá až do roku 1562. Podloubí radnice bylo původně otevřeno do náměstí třemi polokruhovými arkádami s mohutnými pilíři, kterým nad původně jediným patrem budovy odpovídaly tři štíty. Při přestavbě roku 1819 byl tento radniční dům zvýšen o druhé patro. Budova radnice dostala též druhou věž na radničním domě, s barokní bání a zvonem.
Nyní se zde, od roku 2008, nachází výstavní síň a městské muzeum. V areálu bývalé radnice je také barokní divadlo J.K. Tyla. V těsné blízkosti můžeme nalézt i nové zrekonstruované kulturní centrum Beseda, kde se nachází pasáž s kavárnou, společenský sál, restaurace, vinárna a rockový klub.

## Měšťanské domy na náměstí
Na horní (západní) straně náměstí, vlevo od brány do Třeboňského zámku, je původní městská radnice, tzv. Ruthardovský dům. V přízemí tohoto domu býval městský pivovar. Po vybudování nové radnice byl Ruthardovský dům připojen k zámku. Na domě jsou dvě pamětní desky. První připomíná slavného třeboňského rybníkáře, Krčínova předchůdce, Mikuláše Rutharda z Malešova a druhá otce a syna Josefy Šustovi, kteří v tomto domě žili.
Sousední domy čp. 106 a 107 (Třeboň I) jsou dnes součástí hotelového komplexu Zlatá hvězda. Dům čp. 107/I má obnovené podloubí o pěti polích a zdobené křížové či valené klenby při hlavním průčelí i v zadním křídle a v místnostech po stranách. Oba domy byly završeny třemi novobarokními štíty. V podloubí se dnes nachází stinná letní terasa s příjemným výhledem na celé náměstí. Z boku Zlaté hvězdy vede do náměstí jedna z hlavních ulic (Vokova), která směruje přes dvě brány, kolem původního městského opevnění, až na hráz rybníka Svět po které navazuje na historické cesty vedoucí do města od jihu.
Z domů na opačné straně náměstí vyniká budova Hotelu Bílý koníček, který je současně jedním z prvních dokladů renesančního slohu ve městě. Jeho existence je doložena již v roce 1544 – tento letopočet je vytesán na pilíři jeho podloubí. Tento jednopatrový dům má v přízemí tři půlkruhové arkády loubí, které až do 19. století probíhalo kolem celého náměstí. Pozoruhodná je však především architektura jeho čtyřpatrového štítu nad korunní římsou, který je vodorovně rozdělen profilovanými římsami a svisle sedmi válcovými útvary malých baštiček. "Pevnostní" charakter dodává štítu i cimbuří, které probíhá po vrcholu, a klíčové střílny. Pozoruhodná je též výrazně renesanční zadní strana domu se štítem obdobným tomu hlavnímu do Masarykova náměstí, se dvorem a renesanční bránou do Husovy ulice směrem k děkanskému chrámu Panny Marie královny a Sv. Jiljí.
Dalším zachovaným renesančním domem na této straně náměstí s podloubím a původním štítem je dům rybníkáře Josefa Štěpánka Netolického (čp.89/I, s pamětní deskou nad podloubími) a také několikrát přestavovaný rohový dům Vratislavský s polychromovanou sochou Nejsvětější trojice.

## Městské brány
Na Masarykovo náměstí, které je přirozeným centrem Třeboně vedou tři hlavní cesty, které lemují mohutné brány.
U děkanského kostela Sv.Jiljí a Panny Marie Královny je brána Budějovická (Nová Břilická), vybudovaná v letech 1605 až 1611, do nynější podoby byla přestavěna na začátku 19. století.
Spojnici s Masarykovým náměstím od severu tvoří malebná ulice Březanova, pěší zóna, po obou stranách lemovaná podloubími, která končí na straně zámecké domem čp.3 (Třeboň I) před renesanční zámeckou lékárnou a na straně rynku domem s pseudoarkýřem, před renesančním domem Vratislavským.
Na východní straně náměstí střeží vjezd do starého města Hradecká brána, jejíž jádro pochází z počátku 16. století, kdy se brána stala součástí zdokonaleného městského opevnění. Poblíž této brány ústí do Masarykova náměstí z jihu Rožmberská ulice a od severu ulice Husova.
Na jižní straně je na náměstí Žižkově (tzv. Kozím rynku) Svinenská brána s obloukovými štíty a sgrafitovou výzdobu. Hned za ní je na Trocnovském náměstí s knížecím pivovarem Novohradská brána ze 16. století, s ulicí vedoucí přes někdejší padací most kolem pivovaru na hráz rybníka Svět. Zbytek třetí "fortny" je možno spatřit ve Vokově ulici vpravo za "Bílým beránkem", při cestě mezi Masarykovým a Žižkovým náměstím (Kozím rynkem). V blízké Krčínově ulici je ještě renesanční východní brána do velkého zámeckého nádvoří, převážně zastavěná do tzv. Hamiltonova paláce (za pozornost tam stojí i budova bývalé třeboňské synagogy čp.50 a Židovské školy v čp.49 proti Zámecké restauraci). Na náměstí Trocnovském upoutají nejen velké městské brány Svinenská a Novohradská, ale i brána knížecího pivovaru a protější jednoduchá renesanční brána k "Šupině" a starému městskému opevnění (s katovnou a psí kuchyní), která má sgrafitovou renesanční výzdobu.
Na západním konci Masarykova náměstí, vedle renesančního Ruthardovského domu zabudovaného do zámeckého komplexu, stojí ještě malebná tzv. severní brána do velkého zámeckého nádvoří (zbudovaná Petrem Vokem "léta Páně syna božieho 1607") a za mřížovou bránou u staré lékárny je ještě branka se schodištěm pro pěší do zámeckého parku a k Zámecké cukrárně (dříve , než byla zastavěna koncem 16. století do zámeckého traktu, sloužila jako západní brána k vjezdu do města, tzv. Stará Břilická). Před ní je kašna s pitnou vodou se znaky partnerských měst Třeboně.
Další zajímavý vstup na Masarykovo náměstí je ze severu od děkanského chrámu ulicí Masné krámy, která připomíná pražskou Zlatou uličku a prochází mázhauzem a podloubím jednoho z domů v sousedství hotelu Bílý Koníček.
Původní Masné krámy (připomínané již v roce 1267 mezi dnešní Budějovickou branou a portálem klášterního dvora, v počtu devíti masných obchodů) byly do této spojovací "Zlaté uličky" přemístěny za vladaře Petra Voka z Rožmberka v roce 1608. V současné době tato ulička zase ožívá nejen venkovní restaurací v zadním traktu renesančního Bílého Koníčka, ale i novými kavárničkami při "Masné" bráně do Masarykova náměstí. V roce 2014 byly domky uličky kompletně opraveny.

## Kameny zmizelých
Před bývalým domem rodiny Metzlů č. 96/I na Masarykově náměstí byly vsazeny tři zlaté kostky tzv. kameny tří bratří – Karla, Viktora a Felixe. Jde o takzvané Kameny zmizelých – Stolpersteine, které mají kolemjdoucím připomínat oběti holokaustu. Na kamenech jsou vyryta jména obětí, rok narození, datum transportu do koncentračního tábora a místo úmrtí.

## Pohřeb Petra Voka
Po skončení pozemské pouti posledního rožmberského vladaře Petra Voka z Rožmberka na třeboňském zámku 6. listopadu 1611 se konal dne 11. 11. 1611 na tomto náměstí okázalý slavnostní pohřeb "gubernatora", za účasti církevní honorace, zemských stavů a široké veřejnosti. Poté bylo jeho tělo balzamováno a vystaveno k uctění v prostorách třeboňského zámku až do ledna 1612, kdy bylo realizováno církevní rozloučení (v souladu protestantské a katolické církve). Po obřadech na náměstí a v chrámu svatého Jiljí a Panny Marie Královny byly jeho ostatky převezeny k uložení do rodinné hrobky v klášterním kostele Nanebevzetí Panny Marie ve Vyšším Brodě. Podle pověsti tam na něho čekalo poslední volné místo.

## Fotogalerie

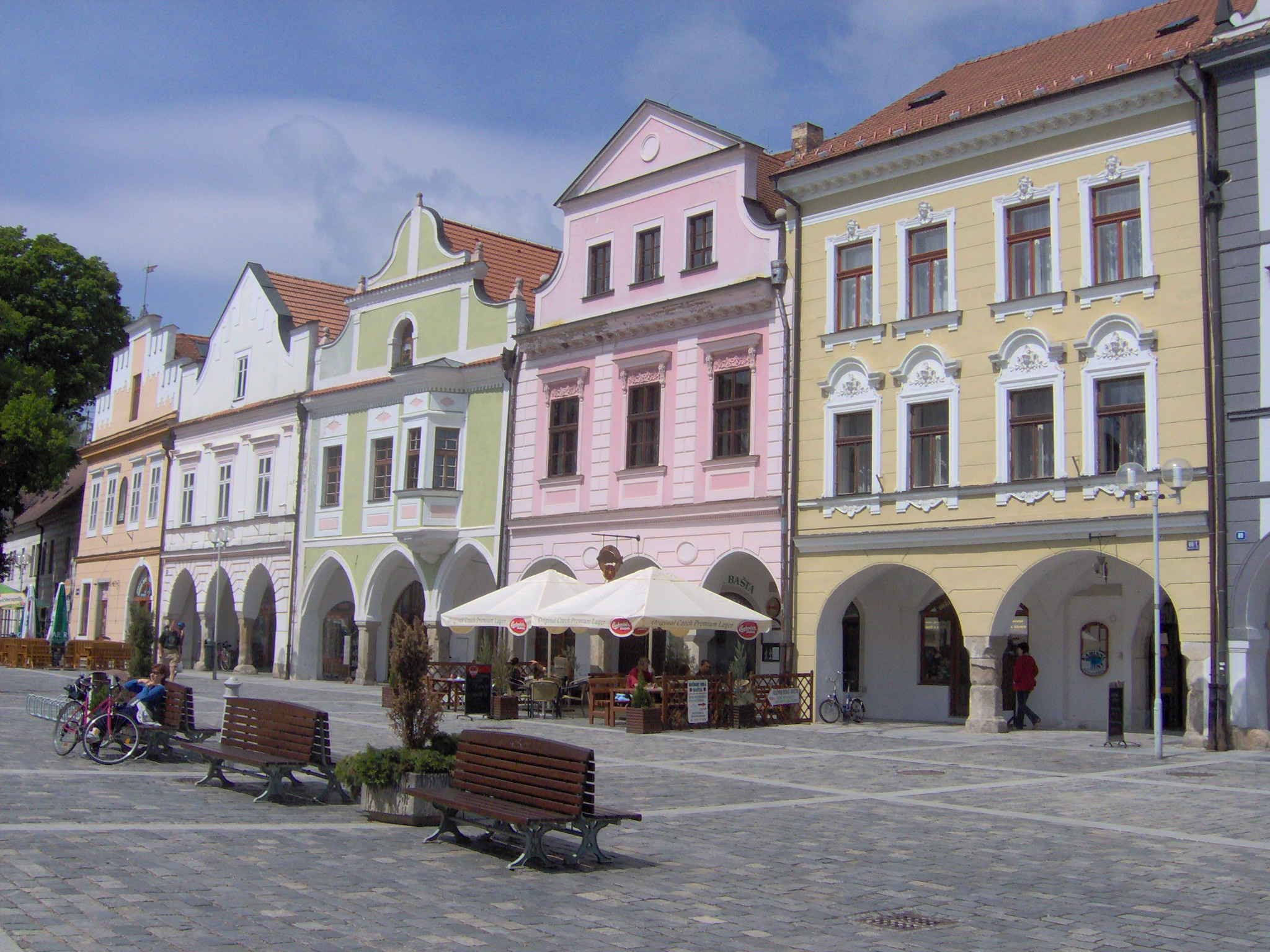
Měšťanské domy na severozápadní straně Masarykova náměstí
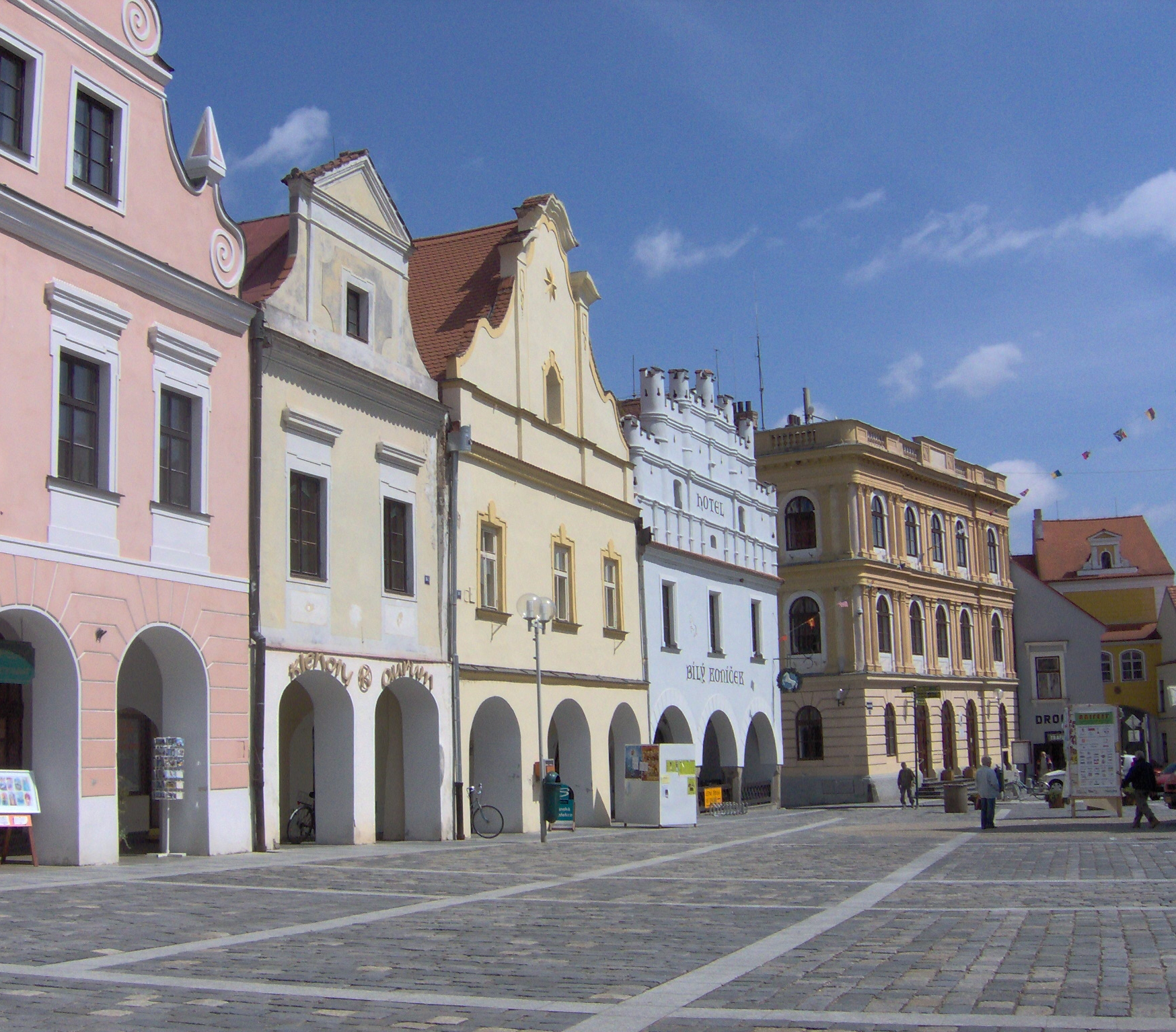
Měšťanské domy na severovýchodní straně náměstí
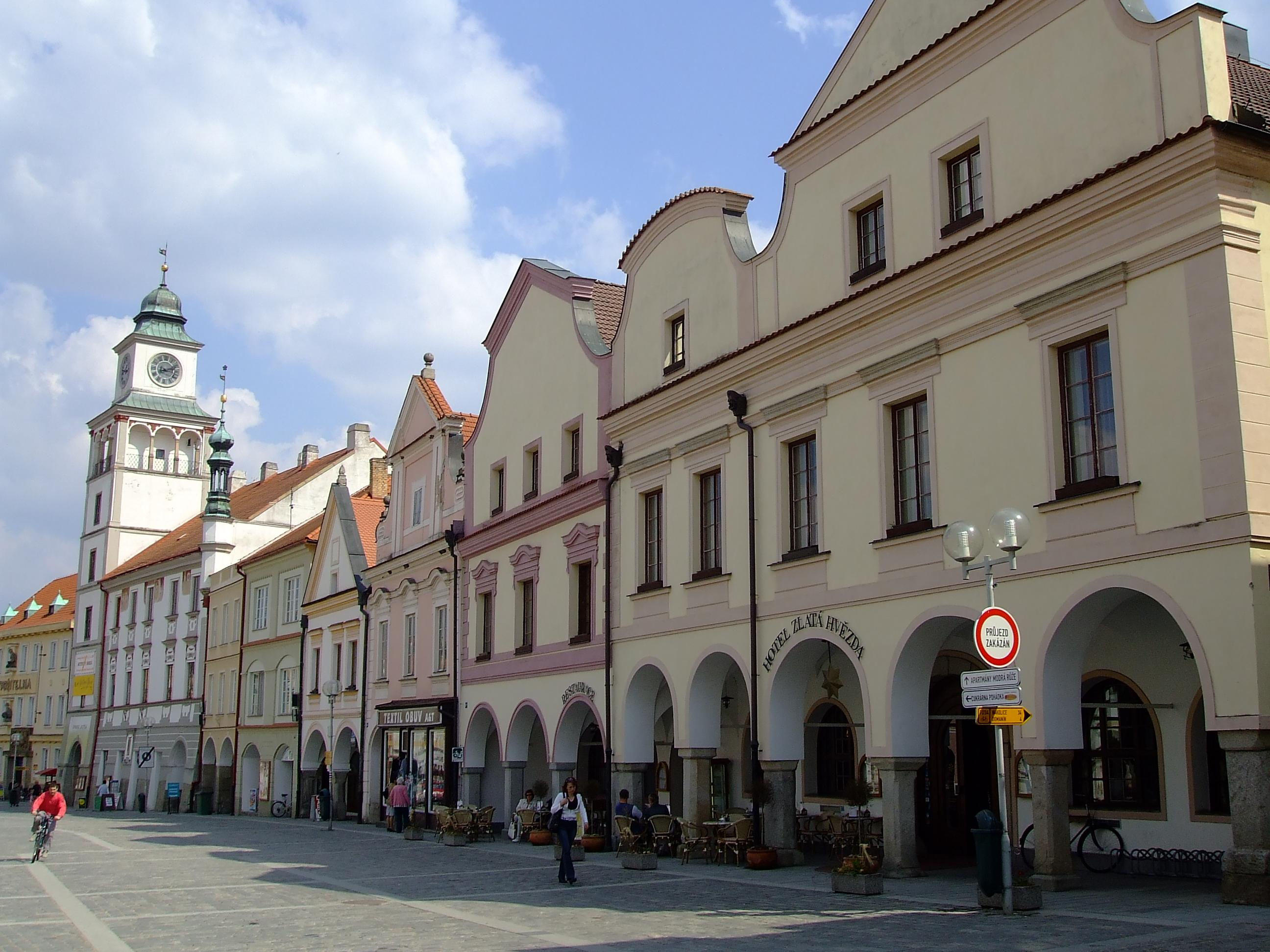
Zlatá hvězda a další měšťanské domy na jihozápadní straně náměstí
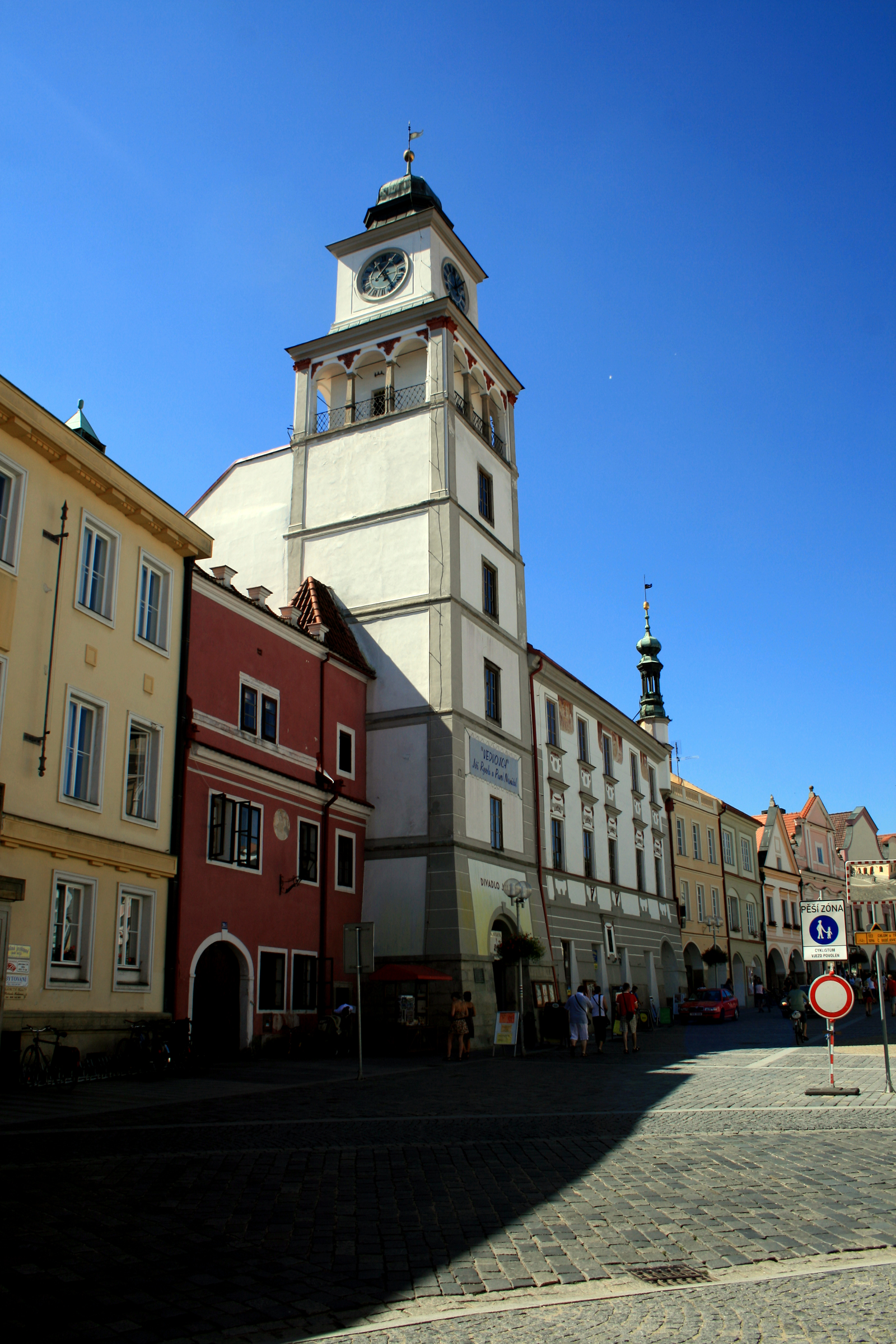
Měšťanské domy na jihovýchodní straně náměstí
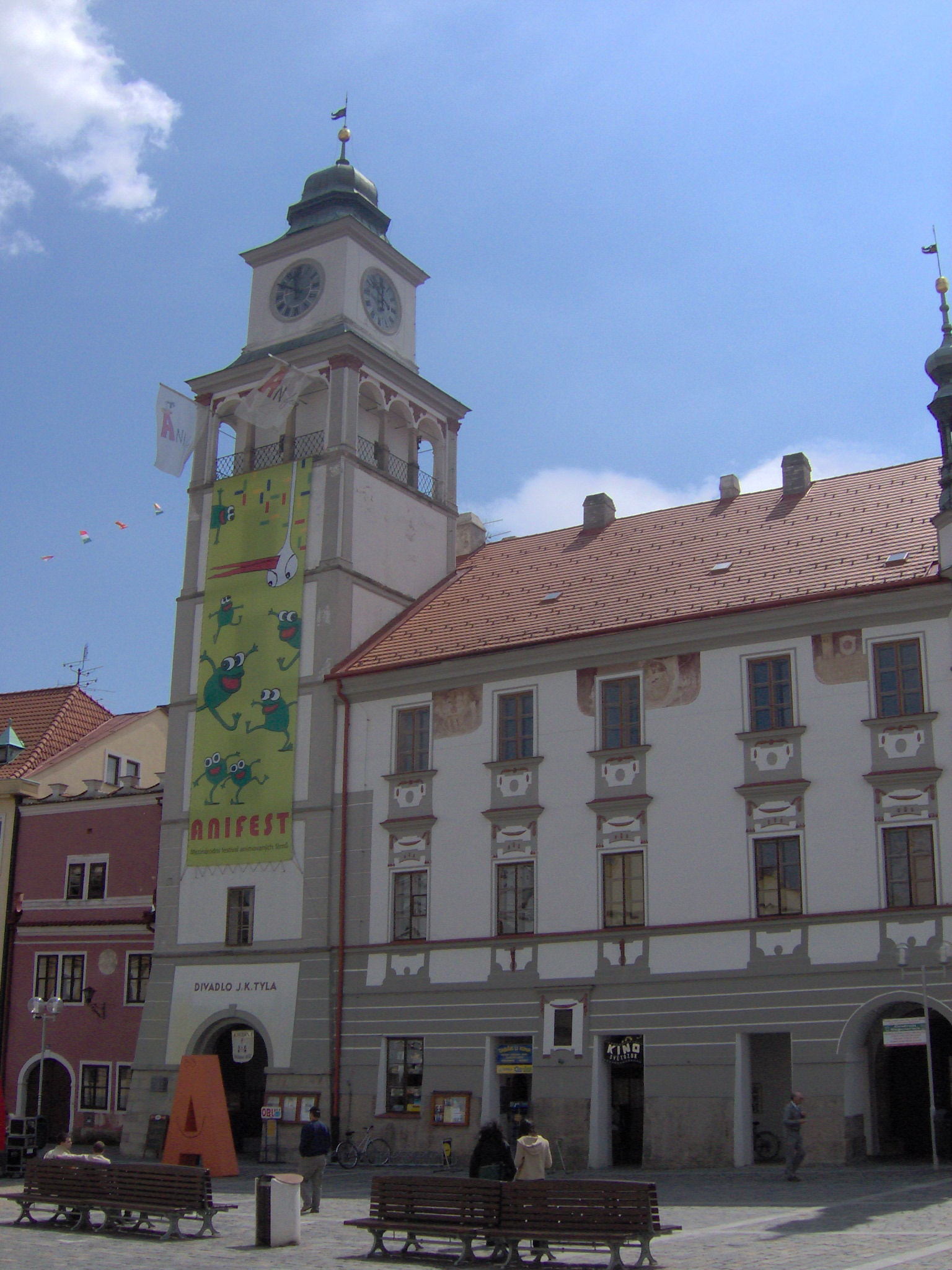
Stará radnice s radniční věží
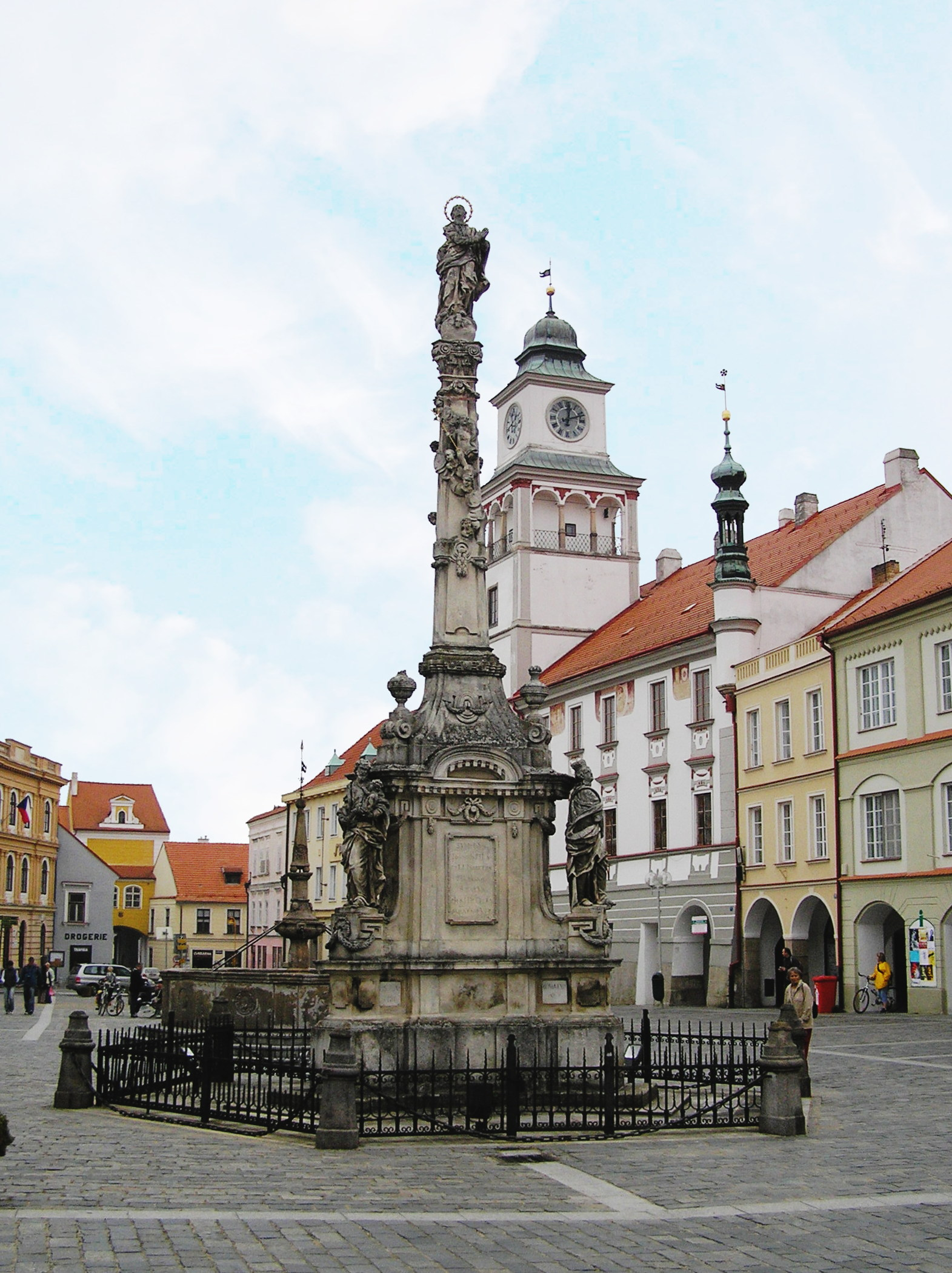
Barokní Mariánský sloup uprostřed náměstí
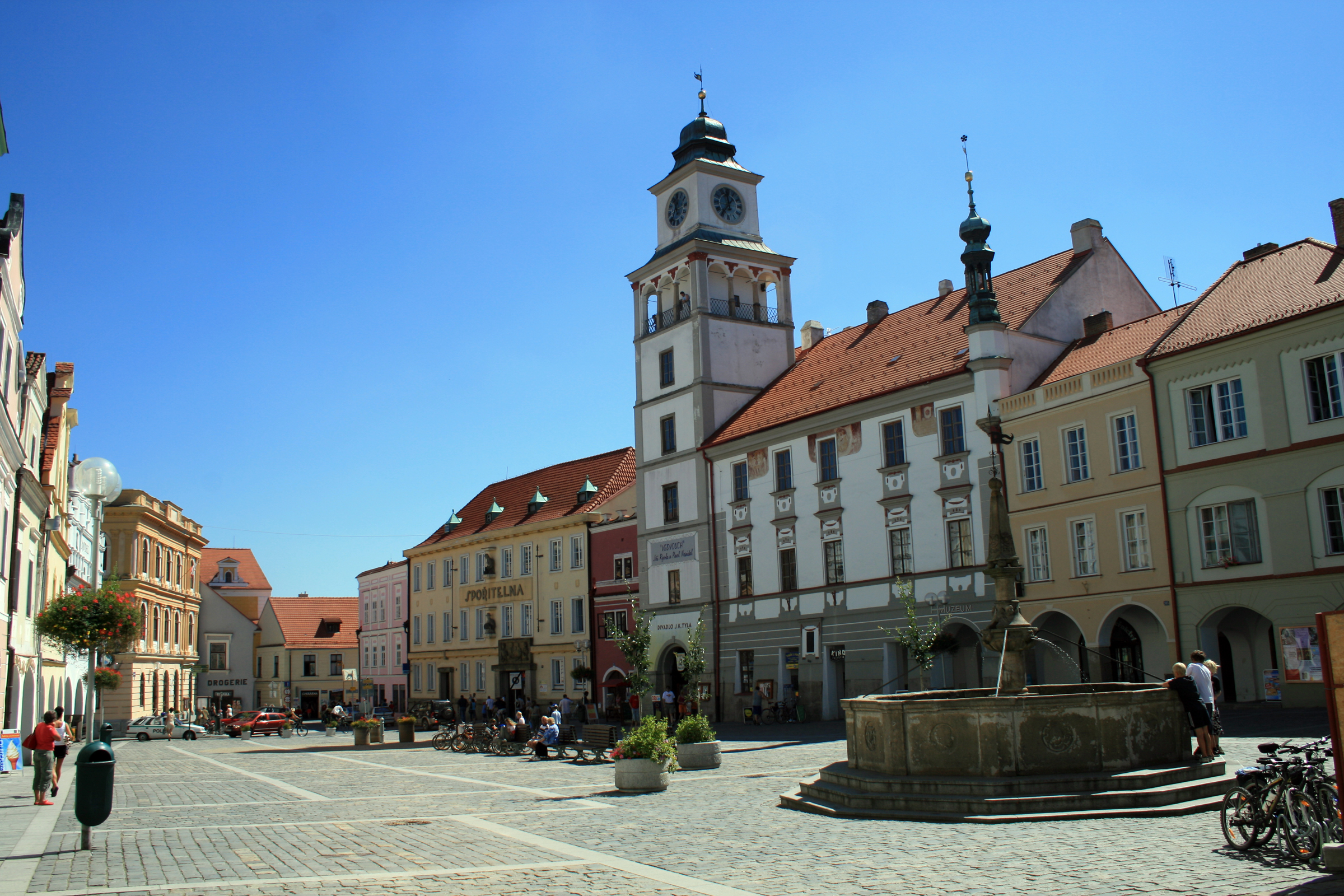
Renesanční kamenná kašna v sousedství Mariánského sloupu
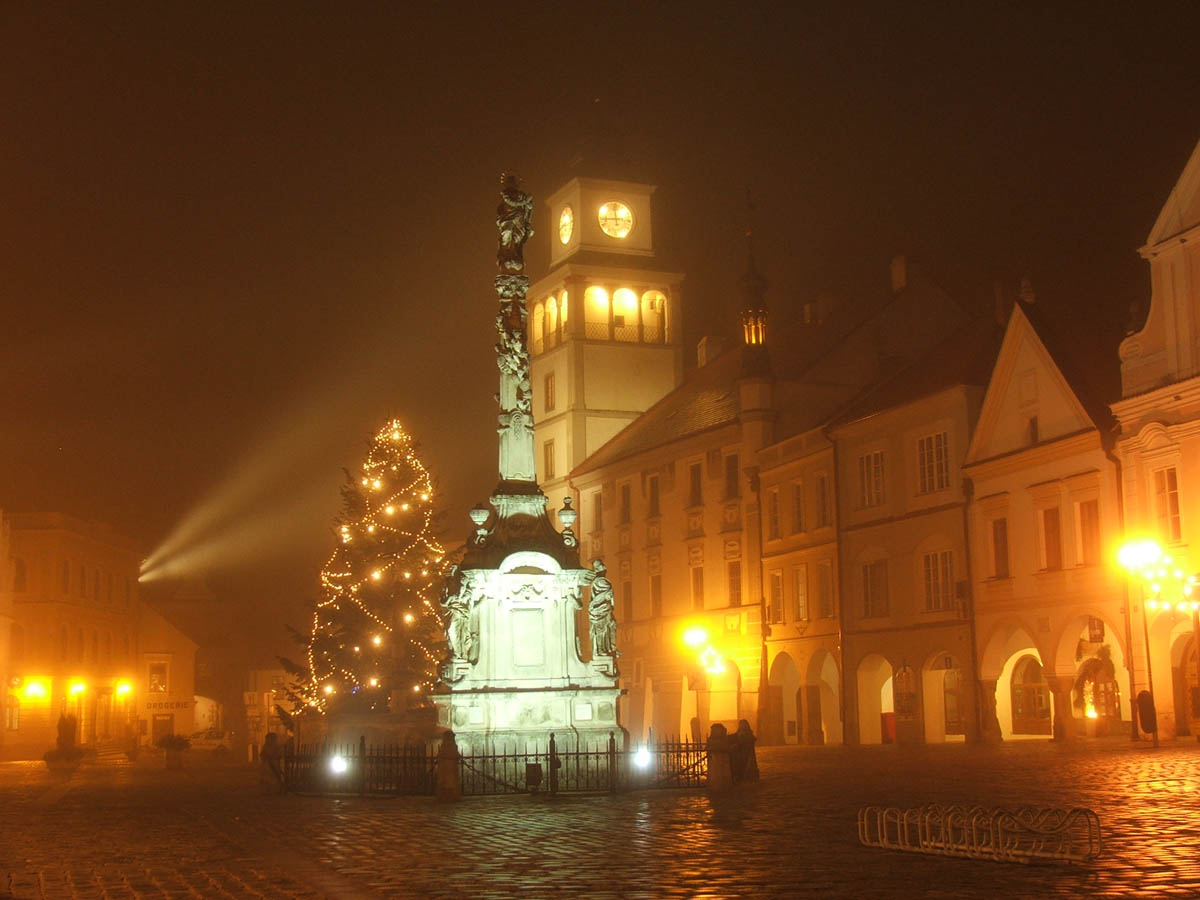
Vánoční atmosféra Masarykova náměstí
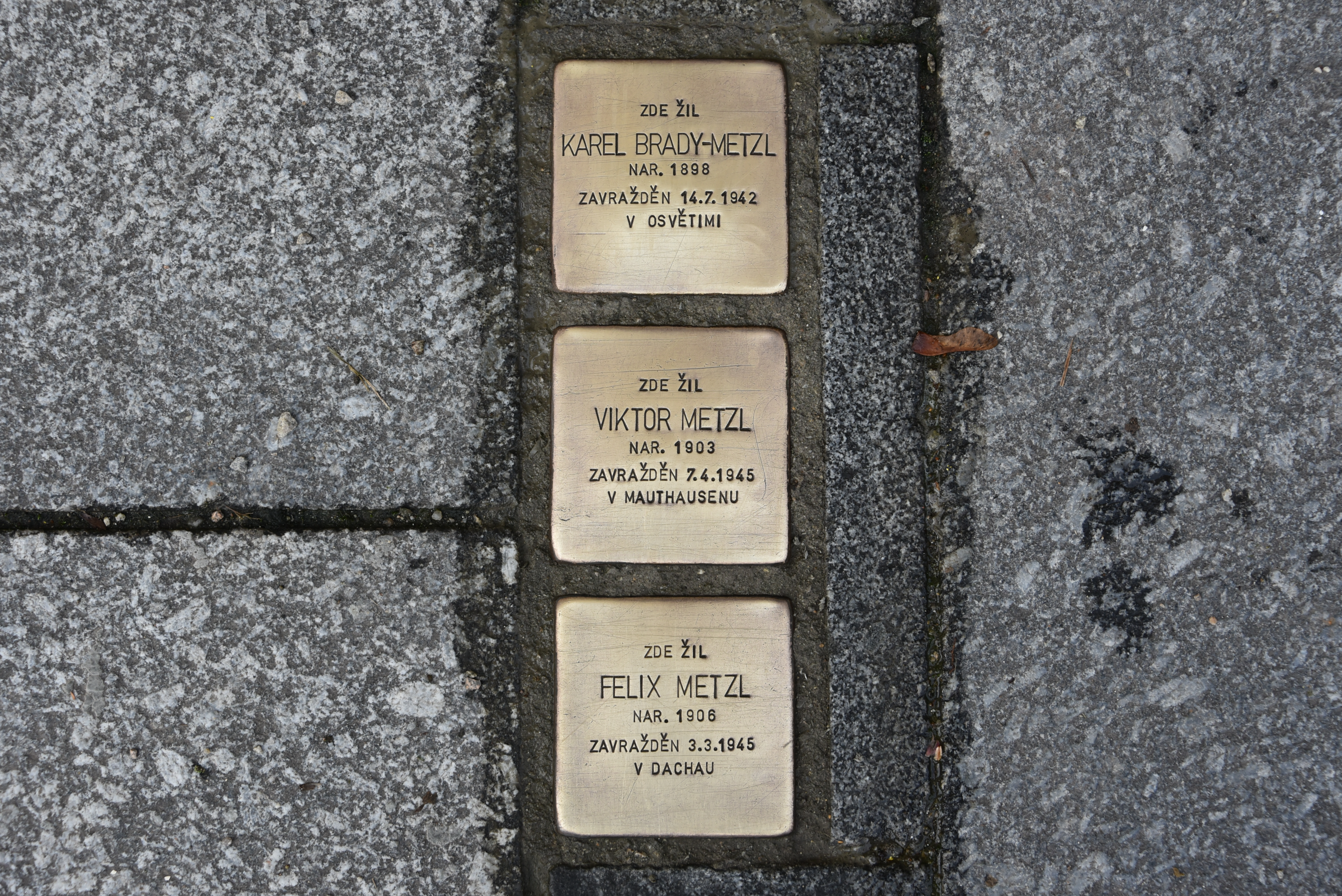
Stolpersteine v Třeboni